# Funaria husnotii
Funaria husnotii là một loài Rêu trong họ Funariaceae. Loài này được (Schimp. ex Besch.) Broth. mô tả khoa học đầu tiên năm 1903.